# Venezuelas håndboldlandshold (herrer)
Venezuelas håndboldlandshold for mænd er det mandlige landshold i håndbold for Venezuela. Det repræsenterer landet i internationale håndboldturneringer.